# Charles Sheldon (Schiffbauer)

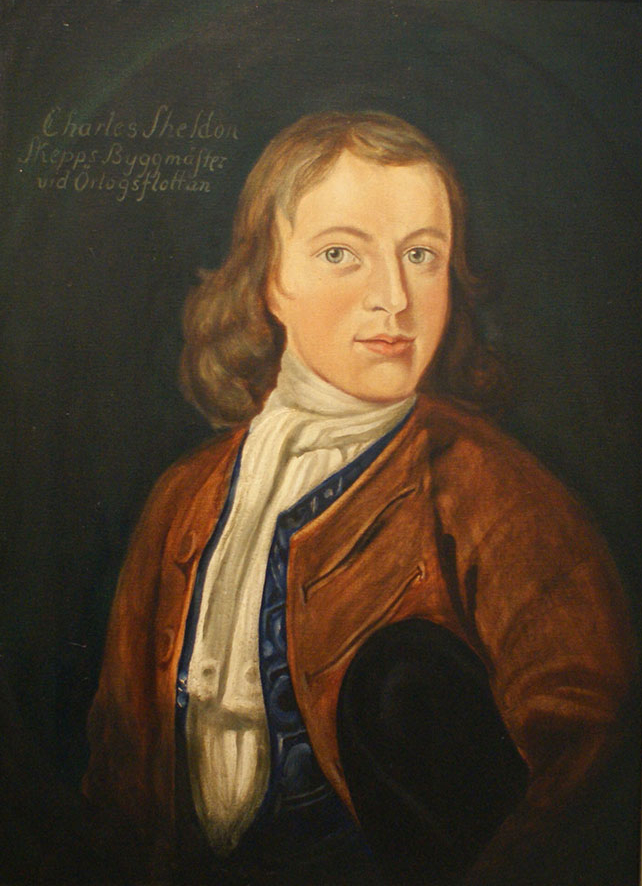
Charles Sheldon

Charles Sheldon (* 29. September 1655 in Göteborg; † 6. August 1739 in Karlskrona) war ein schwedischer Schiffbauer, der die königliche Werft in Stockholm leitete und den Bau des ersten Trockendocks an der Ostsee im Marinehafen Karlskrona veranlasste.

## Herkunft
Der Vater von Charles, Francis Sheldon (* 1612 in Chatham (Kent); † 1692) war ein englischer Schiffbauer, der angeblich gemeinsam mit seinem Bruder Gilbert Sheldon (1598–1677), seit 1663 Erzbischof von Canterbury, und einem weiteren Bruder, Joseph Sheldon (* um 1627), Bürgermeister von London, versucht haben soll, König Charles I. aus dem Gefängnis zu befreien. 1655 wanderte er aus politischen Gründen nach Schweden aus und arbeitete als Schiffbaumeister in Stockholm sowie von 1678 bis 1883 im damals schwedischen Riga. 1685 kehrte er nach England zurück, da ihm Baukosten von Schiffen nicht ersetzt wurden. Von 1686 bis 1690 arbeitete er in Dänemark. Francis Sheldon’s 1660 geborener Sohn Francis John Sheldon (der Jüngere), ebenfalls Schiffbauer, starb 1692 in Schweden.

## Werk
Francis Sheldon’s älterer Sohn Charles Sheldon ging nach seiner Ausbildung zum Schiffbauer in England 1685–1688 nach Schweden zurück und wurde 1689 Meisterknecht, dann Schiffbaumeister der königlichen Werft in Stockholm und später Leiter der von Karl XI. gegründeten Marinewerft in Karlskrona. Dieses Amt behielt er bis zu seinem Tod. Zu seinen Schiffsentwürfen, bei dessen Umsetzung sein Bruder Francis (der Jüngere) wohl die Bauleitung hatte, gehörte die 1692 gebaute, später so benannte Prinsessan Hedvig Sophia. 1694 entstand die Konung Karl, ein Linienschiff mit 108 Kanonen. 1703 besuchte er England, Frankreich und die Niederlande, um dort Neuerungen der Schiffbautechnik zu studieren. Nach seiner Rückkehr schlug er die Errichtung eines Trockendocks in der neuen Werft von Karlskrona vor, mit dessen Bau 1716 unter Leitung des Erfinders Christopher Polhem begonnen wurde. Nach einer durch politische Unruhen und Schwierigkeiten mit den Auftragnehmern bedingten Unterbrechung von 1718 bis 1720 wurde das Dock – das erste an der Ostsee – 1724 eingeweiht.
In seiner Rolle als oberster königlicher Schiffbaumeister führte Sheldon (vermutlich in Zusammenarbeit mit Polhem) die ersten, für die damalige Zeit revolutionären Schleppversuche mit maßstabsgerechten Modellen zur Bestimmung des Widerstands durch. Er entwarf – auch auf Basis von Geheimdienstberichten aus den mit Schweden verfeindeten Ländern Russland und Dänemark – zahlreiche Kriegsschiffstypen, darunter Brander mit Explosivstoffen, aber auch schwimmende Blockhäuser, Galeeren und eine Fregatte für Operationen auf dem Ladogasee.

## Nachkommen
Charles hatte zwölf Söhne und sieben Töchter. Sein Sohn Gilbert Sheldon (* 1710 in Karlskrona; † 1794 ebenda) war sein Schüler und setzte im Rang eines Oberstleutnants die Arbeit des Vaters auf der königlichen Werft fort. Er baute 69 größere Schiffe, teils auch in Göteborg und Landskrona. Dessen Sohn Francis (* 1755) führte die Werften weiter; er wurde in den Adelsstand erhoben (Francis af Sheldon). Die Schiffbautradition in der Familie endete erst 1814.